# NGC 3628
NGC 3628 es una galaxia espiral que se encuentra a 35 millones de años luz de distancia en dirección a la constelación de Leo. Vista de costado desde nuestra perspectiva, su magnitud aparente es 11,1 y su brillo superficial es 13,5 mag/arcsec2.
Junto con M65 y M66 forma el Triplete de Leo, un pequeño grupo de galaxias. Lo más destacable de NGC 3628 es una espectacular cola que se expande hacia arriba a unos 300 000 años luz de la galaxia propiamente dicha. Conocida como cola de marea, la estructura forma ese dibujo por las mareas galácticas causadas por interacciones pasadas con sus grandes vecinos. Esta cola está compuesta de cúmulos de estrellas jóvenes y azuladas, así como por regiones de formación estelar. Esas interacciones también han producido un brote estelar en su centro.
Fue descubierta por William Herschel en 1784.